# Automotrice tractrice
Ne doit pas être confondu avec Automotrice ou Rame automotrice.

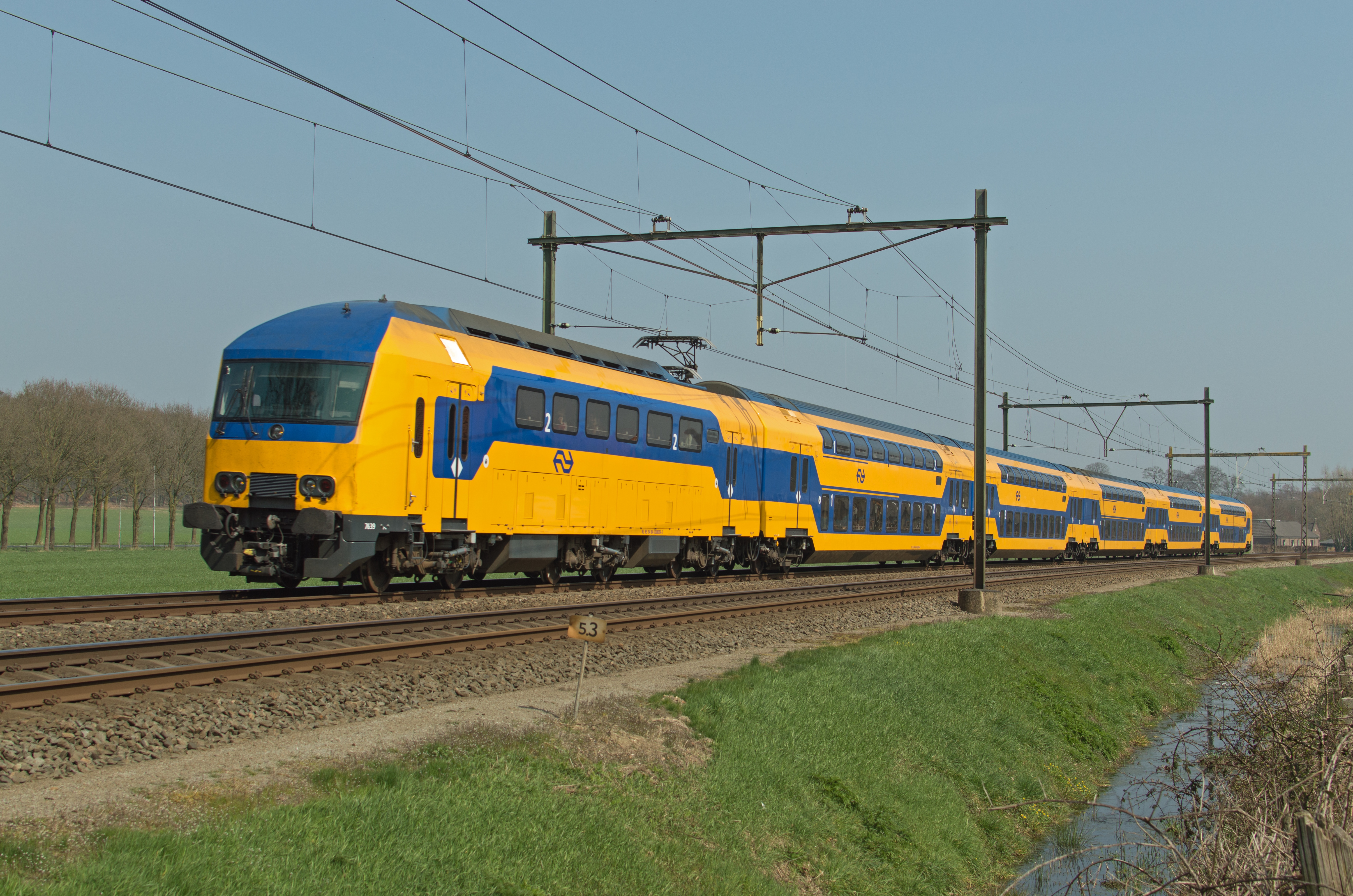
Automotrice tractrice mDDM des NS tractant cinq voitures type DDZ aux Pays-Bas.

Une automotrice tractrice ou autorail tracteur pour les véhicules thermiques ou voiture pilote motorisée est un type d'automotrice ne comportant généralement qu'une seule caisse, conçue pour tracter un certain nombre de voitures passagers ou wagons à la manière d'une locomotive mais transportant également des passagers ou de la marchandise comme une automotrice classique.